# 沃尔夫冈·林格
沃尔夫冈·林格（德語：Wolfgang Linger，1982年11月4日—），奥地利男子雪橇运动员。他曾代表奥地利参加2002年、2006年、2010年和2014年冬季奥林匹克运动会雪橇比赛，共获得二枚金牌和一枚银牌。